# 聖メリーの鐘

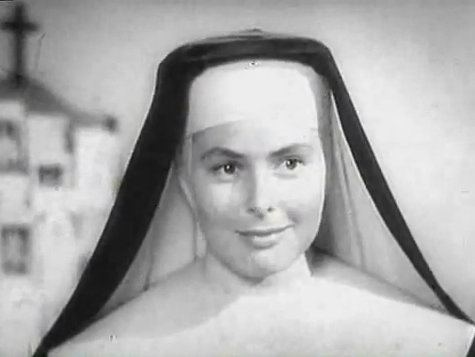
『聖メリーの鐘』のイングリッド・バーグマン

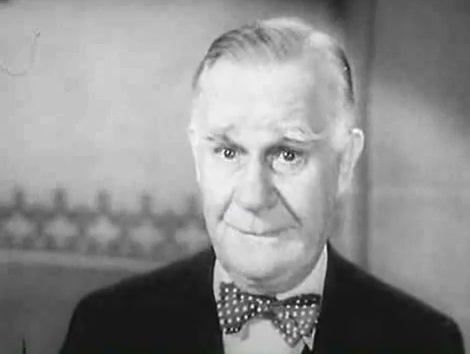
『聖メリーの鐘』のヘンリー・トラヴァース

『聖メリーの鐘』（セントメリーのかね、The Bells of St. Mary's）は、1945年のアメリカ映画。ドラマ。経営難に陥っている「聖メリー教会」に赴任してきたカトリック司祭が、教会とその付属機関である学校を再建するまでを描く。
アカデミー作品賞を受賞した『我が道を往く』の続編。本来は『聖メリーの鐘』の方が先に製作が開始され未完のまま、続編として『我が道を往く』の製作がスタートした。その結果『我が道を往く』の方が先に完成・公開され、一般的には『我が道を往く』が前編、『聖メリーの鐘』が続編とされる場合が多いが、逆と記される場合もしばしばある。
アカデミー作品賞にノミネートされた。

## ストーリー
型破りな神父チャールズ「チャック」オマリ（ビング・クロスビー）は聖メリー教会に赴任してきた。教会付属の学校校舎は都会に似合わず古ぼけていた。オマリは学校を閉鎖し、子供たちを近代的な施設の別の学校に送ることを推薦する。しかし、修道女達は学校を神が与えて下さった大切なものと感じている。
彼女達は実業家ホーレスP.ボガーダス（ヘンリー・トラヴァーズ）に望みを託していた。彼が教会の土地の一部を買い取り建築した近代的な建物を、逆に寄付してもらう事を密に望んでいたのだ。オマリ神父も、またそれ以上に熱心であるが、頑固な修道女長メアリー・ベネディクト（イングリッド・バーグマン）も学校を救いたいと願う。しかし、彼らの異なる見解や方法はしばしば意見の相違につながる。その一つに、別の男子児童によっていじめられている児童（リチャード・タイラー）の事がある。さらに深刻なのは８年生の女子生徒パッツィ（Ｊ・キャロル）の進級問題である。彼女の母（マーサ・スリーパー）が立ち直ろうとする間、教会は彼女を引き取った。
そんな時、ベネディクト修道女長は結核になり、医者は彼女に理由を話さずに、乾燥した気候で伸び伸びとした仕事に移すよう、オマリ神父に勧める。彼女は異動の理由が彼女のオマリへの対立のためではないかと思い込み、その経緯を理解する事に苦しむ。ちょうどシスター・ベネディクトが出発する時、居た堪れなくなったオマリ神父は彼女の一時的な異動の本当の理由を明かす。ベネディクトは感謝の笑みを浮かべ、見送りの修道女達と共に立ち去るのだった。
心温まるストーリーだが、全体にコミカルな演出が散りばめられ、特にバーグマンが子供たちに野球やボクシングの指導をするなど茶目っ気のある演技が面白い。

## キャスト
| 役名                 | 俳優                     | 日本語吹替 | 日本語吹替 |
| 役名                 | 俳優                     | テレビ版1  | テレビ版2  |
| -------------------- | ------------------------ | ---------- | ---------- |
| オマリー神父         | ビング・クロスビー       | 大木民夫   | 中村正     |
| シスターベネディクト | イングリッド・バーグマン |            |            |
| ボダーガス氏         | ヘンリー・トラヴァース   |            |            |
| ジョー               | ウィリアム・ガーガン     |            |            |
| シスターマイケル     | ルース・ドネリー         |            |            |
| パトリシア           | ジョーン・キャロル       |            |            |
| メアリー             | マーサ・スリーパー       |            |            |
| マッケイ博士         | リース・ウィリアムス     |            |            |
| エディ・ブリーン     | リチャード・タイラー     |            |            |
| ブリーン夫人         | ウナ・オコナー           |            |            |

- テレビ版1：放送日1961年6月5日 フジテレビ 他
- テレビ版2：放送日1976年12月25日 日本テレビ 他